# Bodens fästning
Bodens fästning (ibland kallat "Låset i norr") är en tung fästning anlagd på och i ett flertal berg runt staden Boden i Norrbotten i Sverige. Den är belägen cirka 35 kilometer från kusten. Fästningen har fungerat som en strategisk försvarsställning och skyddad förrådsplats. Främsta syftet var att avskräcka Ryssland och Sovjetunionen från invasion över land från finländska fastlandet samt i någon mån mot anfall över Bottenviken och då i samverkan med kustartilleriet i Luleå och Töre. Bodens fästnings storlek, komplexitet och slagstyrka gör att den saknar motsvarighet i Norden.
Fästningen består av fem tunga bergfort och tre mindre fortifikationer, så kallade fästen, samt enskilda artilleribatterier. Dessa är placerade i en ring runt Bodens stad. Mellan de fem tunga bergforten och de tre fästena fanns en mängd infanteriskansar, stridsvagnshinder och kanonvärn för skydd av forten och försvåra inträngning genom befästningsringen. På bergstoppar har luftvärnsbatterier funnits. I fästningsringen fanns stridsledningscentraler för bland annat flygvapnet. Det fanns också stora underjordsförråd för ammunition och drivmedel inne i fästningen samt ett mindre flygfält.
Förutom de i fredstid utförda befästningsarbetena fanns det planer för fältarbeten som skulle utföras i händelse av mobilisering eller skärpt beredskap. För att förstärka och understödja fästningen fanns rörliga fästningstrupper som kunde sättas in där behov uppstod.

## Historia
Redan 1824 föreslog överste G.A. Peyron att man skulle ”preparera Luleå position till ett kraftigt, ja kanske oöfvervinnerligt försvar”. År 1887 togs idéerna upp och chefen för generalstaben som betonade vikten av en operations-, förråds- och spärrfästning, likaså behovet att trygga Boden stad. Dragningen av stambanan genom övre Norrland samt Bodens roll som järnvägsknut ledde till att förslaget förverkligades. Föreningen för  Norrlands fasta försvar bidrog med 36 132 kr för markinköpet av Bodens fästning. 1897 års riksdag beviljade anslag för byggandet.

## Byggnationen
Forten började byggas 1901, och 1909 var Gammelängsfortet färdigbyggt. 1907 genomfördes provskjutningar med de fasta pjäserna. År 1902 började kasernområden inne i staden att uppföras och 1904 kunde Boden-Karlsborgs artilleriregementes kaserner tas i bruk. En försöksmobilisering genomfördes 1912 och då sköts 1025 protokollförda skott från fästningen mot en stödjepunkt på Bodens södra skjutfält vid Stenbacken. Vid försöksmobiliseringen visade det sig att infanteriförläggningarnas luftväxlingsanordningar var undermåliga och truppen var tvungen att förläggas i tält på exercisfältet vid Norrbottens regementes kaserner. Fästningen kompletterades och moderniserades etappvis under större delen av 1900-talet. Bland de mer framträdande senare byggnadsprojekten kan nämnas den gigantiska stridsledningscentralen för flygvapnet som byggdes inne i ett av bergen. Denna kom att moderniseras många gånger innan den stängdes och plomberades strax innan fästningen som helhet lades ner. 
De dyraste arbetena var inledningsvis markberedning och sprängning. Terrängen närmast forten måste jämnas till så att fienden inte kunde erhålla något skydd bakom höjder eller i sänkor. Även om stormgravarna representerade de största bortsprängda volymerna var det inte dessa som tog längst tid, eftersom man där kunde spränga i pallar med dynamit. Det mest tidskrävande arbetet var istället sprängningen av tunnlar, bergrum och pjäsbrunnar, eftersom man använde svartkrut för att inte skada berget. All borrning av spränghål skedde för hand. Transport av bortsprängd sten skedde under de första åren dels för hand med skottkärra, dels med hästdragna vagnar på rälsbana.

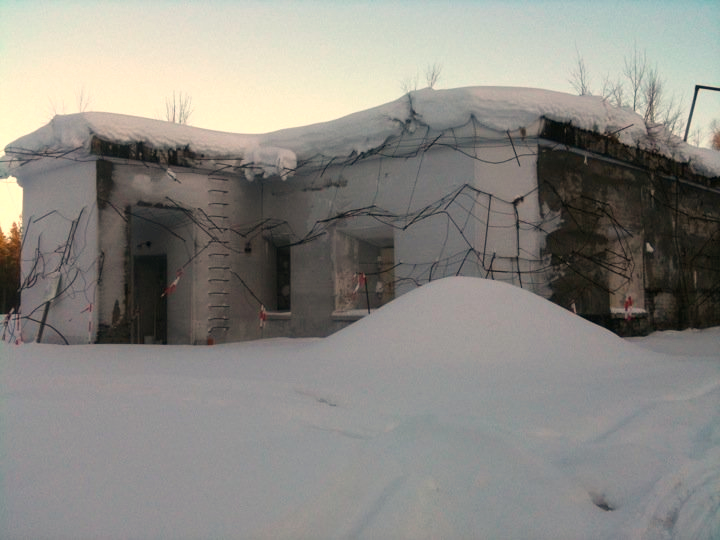
Radiobunkern år 2011.

Tyngre transporter skedde vintertid. Pansarkupolerna till 12 cm pjäserna vägde hopmonterade cirka 100 ton. De tyngsta enskilda delarna vägde omkring 25 ton och drogs på slädar av 16–30 parkopplade hästar, beroende på före och lutning. De dyraste enskilda delarna under uppbyggnadsfasen var artilleripjäserna och deras vridbara pansartorn. De beställdes antingen från Bofors i Sverige eller från St. Chamond i Frankrike.
För att säkerställa kommunikationen mellan fästningens många olika delar också efter massiva bombanfall och artilleribeskjutning anlades ett omfattande nät av teleförbindelser med ett stort antal noder inom fästningen. I anslutning till fästningen anlades under andra världskriget en flygbas för jakt- och attackflyg på den västra sidan av Lule älv.
På Degerbergsmyren byggdes 1914 en radiostation för radiokommunikation inom fästningen. Den ersattes 1916 med en bunker med tjocka betongväggar och tak. Denna radiobunker kom sedan att vara i drift för flera olika radiofunktioner fram till 1974. Den ingick även i krigsorganisationen fram till 1985.

## Forten

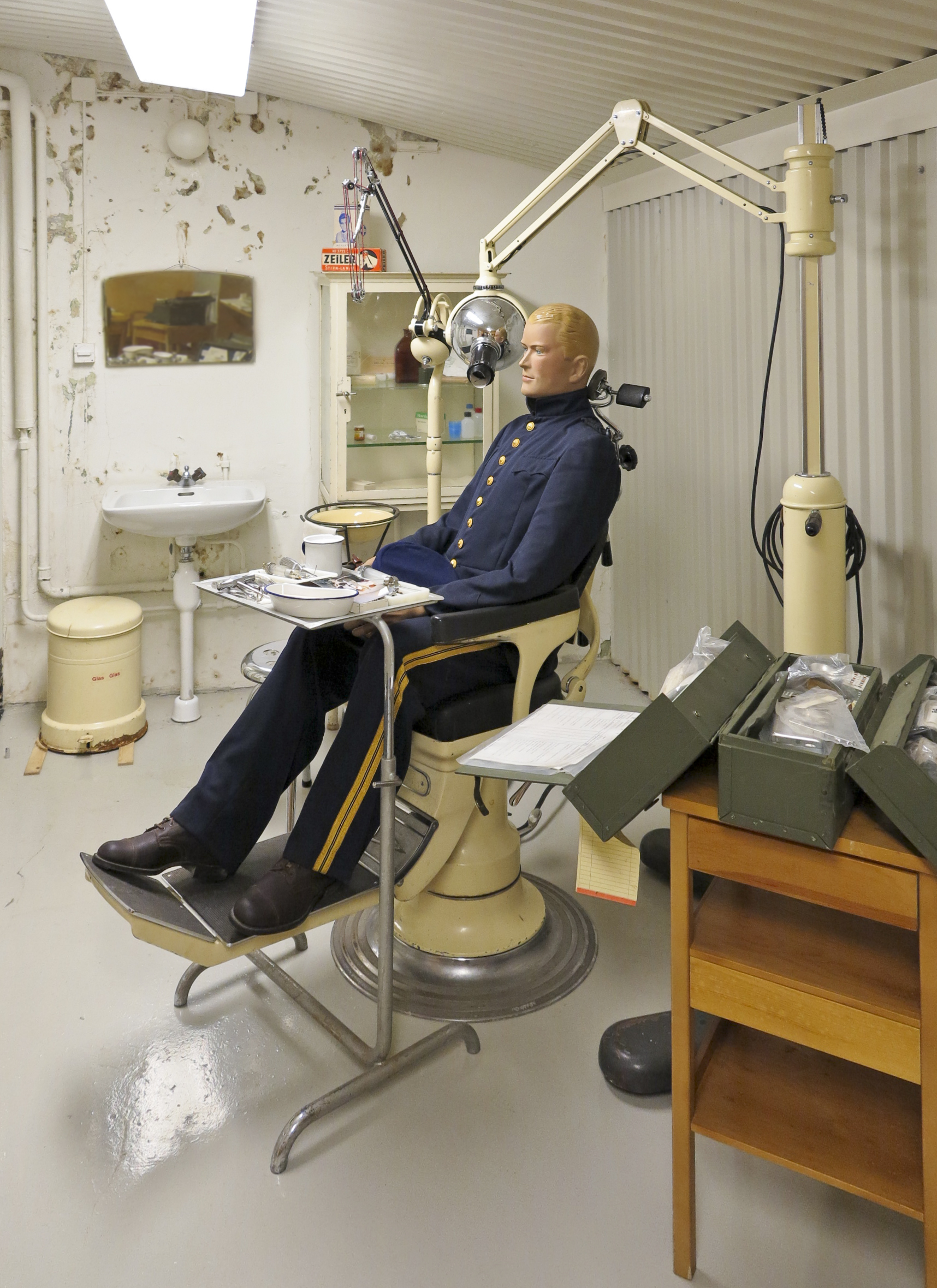
Tandläkarmottagningen

De fem tunga forten Degerbergsfortet, Gammelängsfortet, Mjösjöfortet, Rödbergsfortet och Södra Åbergsfortet är utförda efter samma grundplan, enligt de erfarenheter man skaffat sig under uppförandet av Vabergets fästning. Erfarenheterna bestod främst av att använda dynamit för att spränga stormgravar och krut för tunnelarbeten, detta för att undvika sprickbildning. På Vaberget hade även dyrare höj- och sänkbara pansartorn använts. Forten är utsprängda ur urberget på ett kullrigt berg. På toppen av berget sprängdes en 10 till 12 meter bred stormgrav som omgav fästningens kärna. Graven är ungefär 100 till 200 meter i fyrkant och skulle ha ett djup av minst 6 meter, oftast blev den dock djupare. Fortens topp kallas för hjässan varifrån man sprängde lodräta brunnar för pjäsernas vridbara pansartorn. Pjäsbrunnarna förbands sedan med resten av forten via trappor och ammunitionshissar. På forthjässan inrättades också observationsposter med pansarkupoler (halva eller hela), ställningar för granatkastare för närskydd samt löpgravar och skyttevärn för fästningens besättning. Artilleribesättningens förläggning i fortkärnan och infanteribesättning förlades utanför stormgravarna.
Man sprängde även en smalare infartsgrav eller bergtunnel från fortets utsida in till stormgraven. Strax utanför stormgraven anlades stormhinder av kilometervis med taggtråd fäst på fastborrade stålstänger. I ringar runt varje fort anlades liknande taggtrådshinder som avsåg att fördröja och försvåra framryckning av fientligt infanteri upp mot bergets hjässa. Ett stort antal skyttevärn med kommunicerande löpgravar anlades utanför vallgraven.
Från stormgraven drev man sedan tunnlar in till fortets kärna där bergrum sprängdes ut för sov- och matsalar, maskinrum, ammunitionsdurkar, förnödenhetsförråd, stridsledningsrum, sjukvårdsavdelningar med mera. De första åren värmdes forten upp med kol- och vedeldade kaminer vars skorstenar gick upp genom urberget och mynnade på hjässan. Senare, under 1910-talet, elektrifierades hela fästningen och centralvärme från ett pannrum installerades. Fortens skydd kompletterades med luftreningsanläggningar och gasskydd enligt övertrycksprincipen.
De enskilda fortens huvudbeväpning bestod av 15 centimeters haubitsar eller 12 centimeters kanoner placerade i vridbara pansartorn samt 8,4 centimeters kanoner likaledes i vridbara pansartorn. För eldledning i mörker anlades rälsbanor och betongvärn strax utanför vallgraven där stora strålkastare kunde dras fram och riktas mot fienden. Dessutom fanns fyra till åtta 57 mm kaponjärkanoner för försvar av fästningens vallgrav. Dessa var antingen placerade i kontereskarpgallerier i hörnen i stormgravens ytterväggar, för att kunna bestryka graven med eld, eller i eskarpgallerier i anslutning till infartsgraven eller infartstunneln för att försvåra för fienden att tränga in i stormgraven. För att kunna beskjuta fortets närområde sprängdes en patrullgång ut på fortets hjässa kring pansartornen i form av en löpgrav. Patrullgången kunde nås genom en trapptunnel från fortets inre och i anslutning till patrullgången fanns ställningar för granatkastare (8 centimeters) och täckta värn för kulsprutor. Patrullgångarna utformades olika beroende på bergets struktur och exempelvis fick granatkastarna ställas upp i en stormgrav på Degerbergsfortet medan Gammelängsbergsfortet har täckta värn för kulsprutor. Besättningen i varje fort utgjordes av 230 till 280 artillerister och 230 infanterister. Infanteriförläggningarna byggdes i efterhand då det bestämdes att varje fort skulle innehålla en större infanteribesättning an vad som rymdes i fortkärnan. Lösningen blev att två till fyra tunnlar sprängdes ut i anslutning till fortens ryggravar där berget medgav plats. I anslutning till infanteriförläggningarna lades även utrymmen för sjukvård och vapensmedja. Vid varje fort byggdes även bostäder för den personal som krävdes för fortets dagliga drift i form av fortväbel, maskinist och tyghantverkare för artillerimaterielen. Dessa tjänstemän bodde med sina familjer i fortets närhet på Degerberget, Södra Åberget, Rödberget och mellan Gammelängsberget och Mjösjöberget vid Blåbärshällorna. Utöver denna fasta personal kommenderades ur garnisonen en vaktchef och vaktmanskap för varje forts bevakning. N 65° 49.980', E 21° 45.725'
| Fort                         | Beväpning | Soldater                                | Koordinater                                   |
| ---------------------------- | --- | --------------------------------------- | --------------------------------------------- |
| Degerbergsfortet 1908–1992   | 4x 12 cm kanon m/1899 i pansartorn 4x 8,4 cm kanon m/1894-04 i pansartorn, 1908–1952 4x 8,4 cm kanon m/1947 i pansartorn, 1952–1992 8x 5,7 cm kaponjärkanon m/1907 i kassematt                                                             | 284 artilleri 229 infanteri 20 ingenjör | 65°51′37″N 21°38′55″Ö / 65.86028°N 21.64861°Ö |
| Gammelängsfortet 1907–1992   | 4x 12 cm kanon m/1899 i pansartorn 4x 8,4 cm kanon m/1894-04 i pansartorn, 1907–1952 4x 8,4 cm kanon m/1947 i pansartorn, 1952–1992 8x 5,7 cm kaponjärkanon m/1907 i kassematt                                                             | 284 artilleri 229 infanteri 20 ingenjör | 65°49′36″N 21°46′15″Ö / 65.82667°N 21.77083°Ö |
| Mjösjöfortet 1910–1978       | 4x 15 cm haubits m/1906 i pansartorn 3x 8,4 cm kanon m/1894-04 i pansartorn, 1910–1952 3x 8,4 cm kanon m/1947 i pansartorn, 1952–1978 8x 5,7 cm kaponjärkanon m/1907 i kassematt                                                           | 251 artilleri 233 infanteri 20 ingenjör | 65°49′59″N 21°45′44″Ö / 65.83306°N 21.76222°Ö |
| Rödbergsfortet 1908–1998     | 4x 15 cm haubits m/1906 i pansartorn, 1908–1979 4x 12 cm kanon m/1924C i pansartorn, 1979–1997 4x 8,4 cm kanon m/1894-04 i pansartorn, 1908–1952 4x 8,4 cm kanon m/1947 i pansartorn, 1952–1997 4x 5,7 cm kaponjärkanon m/1907 i kassematt | 251 artilleri 229 infanteri 20 ingenjör | 65°47′29″N 21°39′26″Ö / 65.79139°N 21.65722°Ö |
| Södra Åbergsfortet 1908–1997 | 4x 12cm kanon m/1899 i pansartorn 4x 8,4 cm kanon m/1894-04 i pansartorn 4x 8,4 cm kanon m/1947 i pansartorn 4x 5,7 cm kaponjärkanon m/1907 i kassematt                                                                                    | 284 artilleri 229 infanteri 20 ingenjör | 65°47′5″N 21°42′9″Ö / 65.78472°N 21.70250°Ö   |

Forten utgjorde autonoma enheter med egna vattenförsörjnings- och avloppsanläggningar, elkraftverk med dieselmotorer, bränslecisterner, sjukvårdsavdelningar, verkstadsresurser, telefoni, med mera.

## Fästena
Fästena utgör en del av mellanverken. I fästena placerades pjäserna i vallavettage bakom bröstvärn av sten eller betong. Både pjäser och manskap kunde dock dras in i bergrum för att erhålla skydd mot artillerield. I Svedjebergsfästet stod dock pjäserna i bergrum med skjutgluggar. Fästena på Norra Åberget och Leåkersberget är byggda i likhet med forten med en grund stormgrav kring anläggningen och i mitten ett öppet schakt varifrån tunnlarna går in i berget. På Leåkersberget finns ett infanterifäste byggt på liknande sätt som artillerifästena men utan  bröstvärn, dock med löpgravar runt anläggningen.

## Batterierna
Batterierna utgör en del av mellanverken. I batterierna placerades pjäserna antingen bakom en öppen vall eller i kasematt. Batterierna är i de flesta fall byggda av betong med täckta uppställningsplatser för två till fyra pjäser (8,4 cm kanoner) med en observationsplats grupperad i mitten av pjäsuppställningen. Anläggningen är grupperad i en sluttning och smälter bra in i terrängen. Kringliggande infanterivärn, så kallade "korvar", och löpgravar samt stridsvagnshinder ger ett sammanhängande försvarssystem. Värnen "korvarna" är betongvärn byggda under mellankrigsåren där infanterister kunde gruppera i täckta värn och understödjas av kulsprutor. I värnet står skyttarna å linje och avger eld genom skottgluggar i en riktning. Bakom eldställningarna finns bänkar där manskapet kan vila vid lägre stridsberedskap. Längs värnets baksida finns ett fåtal skottgluggar och öppningar till löpgravarna. Löpgravarna förbinder de olika värnen samt ger ett djup i försvaret bakåt mot förläggningar i timrade värn och mot forten. Luftvärnsbatterier (7,5 cm kanoner och 40-57 mm automatkanoner) uppfördes på ett antal bergstoppar med betongvärn för pjäser och personal. Värnen är öppna med skyddsutrymmen i dess anslutning.
Batterierna var placerade vid Paglaberget, Mjösjöberget med Mjösjöbatteriet, Norra Slumpberget, Södra Slumpberget och Gammelbyn.

## Övriga anläggningar i fästningen
I fästningen anlades en sjöhangar vid Buddbyträsket, för fästningens flygplan, främst använda för spaning och sjuktransporter. En ballonghall mellan Paglaberget och Degerberget vid Klinten, för observationsballonger. Ett gasverk vid Klinten, för tillverkning av vätgas till observationsballongerna. Två infanterivärn i betong byggdes vid Hedenbron för att försvara brons södra landfäste. Bron var den södra övergången av Luleälv, längre norrut låg järnvägsbron vid Trångforsen.
Bodens fästning skulle ledas från kommendantshuset där källaren och bottenvåningen byggdes i betong i form av en ledningsbunker.
Garnisonen med följande kasernområden:
- Boden-Karlsborgs artilleriregemente: Förläggning och utbildningsanläggningar i bruk 1904-2000
- Bodens ingenjörkår: Förläggning och utbildningsanläggningar samt flygfält i bruk 1908-2006
- Norrbottens artillerikår: Förläggning och utbildningsanläggningar används i dag av Försvarsmakten A 8
- Norrbottens regemente: Förläggning och utbildningsanläggningar används i dag av Försvarsmakten I 19
- Tredje intendenturkompaniet: Förläggning och anläggningar för Int 3 med bland annat ett havremagasin, som numera används som konsthall.

Luftbevakningstorn i betong byggdes efter andra världskriget vid järnvägsstationen och Svedjebron samt Hedenbron. I dag står ett luftbevakningstorn kvar vid Svedebron på Luleälvens norra strandkant.

## Strategisk betydelse, spioner och avveckling
Under världskrigen lär fästningen ha fungerat som spärr för transportsträckan Narvik–Boden–Haparanda–Torneå–Sankt Petersburg. 
Det har gjorts gällande att den avskräckande effekten hos Bodens fästning gjorde att Tyskland inte hade tillräckliga resurser att avvara för ett annars attraktivt företag att med våld skaffa sig tillgång till de lappländska järnmalmsfälten. Den allierade sidan lär ha gjort liknande överväganden.[källa behövs] Som mest fanns en god bit över 100 artilleripjäser i fästningens fort, mellanverk och luftvärnsbatterier.
Efter andra världskriget fanns planer på att lägga ner fästningen men dess goda skydd mot kärnvapen och andra vapen gjorde att den fick finnas kvar. Tillsammans med kedjan av artillerifort som började inne i Luleå (Ormbergets tunga artillerifort) och fortsatte via Sunderbyn (Duggrabergets tunga artillerifort), Boden och vidare ända upp till Vuollerim utgjorde Bodens fästning ett kraftfullt inslag i invasionsförsvaret i övre Norrland.
Fram till år 1982 förvarades en del av Sveriges guldreserver i Degerbergsfortet. Fästningen som helhet var strängt hemlig. Hela Boden-området utgjorde ett militärt skyddsområde inom vilket utländska medborgare ej fick vistas. Detta gällde till slutet och visades på enorma gula informationstavlor vid alla infartsvägar. Texten på tavlorna var skriven på ett tiotal olika språk. Svenska soldater som skulle besöka forten eller tjänstgöra i dessa behövde särskilda tillstånd för detta. Forten vaktades nattetid av vakthundar som sprang lösa i vallgravarna.
År 1979 dömdes spionen Stig Bergling till livstids fängelse för att bland annat ha avslöjat bergrummens position, varvid stora belopp fick läggas ut för att ändra försvarsplaner och göra ombyggnationer. 
I försvarsbeslutet 1992 beslutades om nedläggning av Södra Åbergsfortet, Gammelängsfortet samt Degerbergsfortet.  
Mjösjöfortet hade upphört redan 1978 eftersom berget hade sprickor och inte hade tilldelats ersättningspjäser för de 15 cm haubitsar som ursprungligen monterats i fortet.  
Den 31 december 1997 avlossades de sista skotten från Rödbergsfortet ut mot södra skjutfältet, med 12 cm kanonerna, innan fästningen slutligen utgick ur krigsorganisationen 1998-01-01 och utvalda delar av den öppnades för allmänheten. Numera är Rödbergsfortet en av Bodens stora turistattraktioner med bland annat guidade visningar. Bodens fästning ägs och förvaltas idag av Statens fastighetsverk.

## Incidenter

### Kriget mot Buddbyn
Vid en skarpskytteövning 1914 med kanoner från Gammelbybatteriet mot Degerbergssluttningen i nordväst riktades kanonerna istället mot nordost, Buddbyträsket och Buddbyn på andra sidan sjön. Åtminstone tre skott avlossades; den första projektilen kreverade i vattnet inte långt från stranden, en annan briserade i luften över byn medan en tredje blev en blindgångare, som tog mark i en åker utan att brisera. En parlamentär skickades från Buddbyn till Degerberget med budskap "att om krig var förklarat mot Buddbyn, så gav sig byn utan vidare beskjutning".. Ingen person kom till skada men artilleristernas rykte blev skamfilat

## Kommendanter[7]
- 1907–1908: överste Constantin Fallenius (Tf.)
- 1907–1913: generalmajor Lars Tingsten (tillträdde 1908)
- 1913–1918: generalmajor Axel Bergenzaun
- 1918–1927: generallöjtnant Vilhelm Rappe
- 1927–1930: generalmajor Oscar Nygren
- 1930–1933: generalmajor Pontus Reuterswärd
- 1933–1937: generalmajor Axel Lagerfelt
- 1937–1940: generalmajor Folke Högberg
- 1940–1942: generalmajor Helmer Bratt
- 1942–1945: generalmajor Gustaf Dyrssen (Tf. från 1944)
- 1944–1944: överste Ivar Backlund (utsedd men tillträdde inte)
- 1945–1946: överste Gustaf Theodor Casper Ehrenborg (Tf.)
- 1946–1947: överste Sven Allstrin
- 1947–1951: överste Fernando Odenrick
- 1951–1951: överste Hilding Kring
- 1951–1955: överste Harry Gerlach
- 1955–1958: överste Gösta Sahlén
- 1958–1961: överste Carl-Gustaf Linnell
- 1961–1963: överste Seth Andræ
- 1963–1966: överste John Alstermark
- 1966–1971: överste Gustaf Lodin

## Bildgalleri

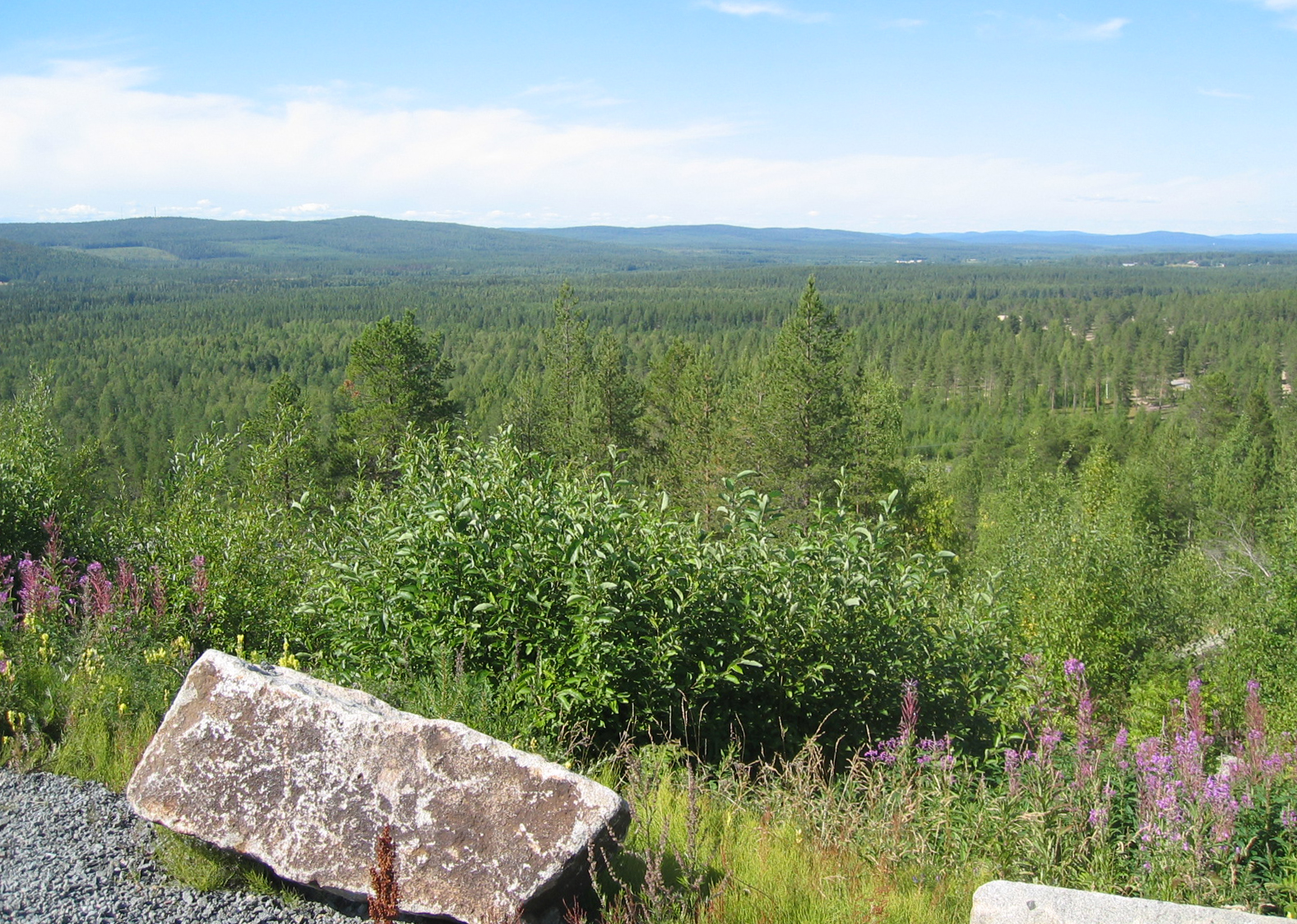
Vy över terrängen åt väst från Rödbergsfortet.
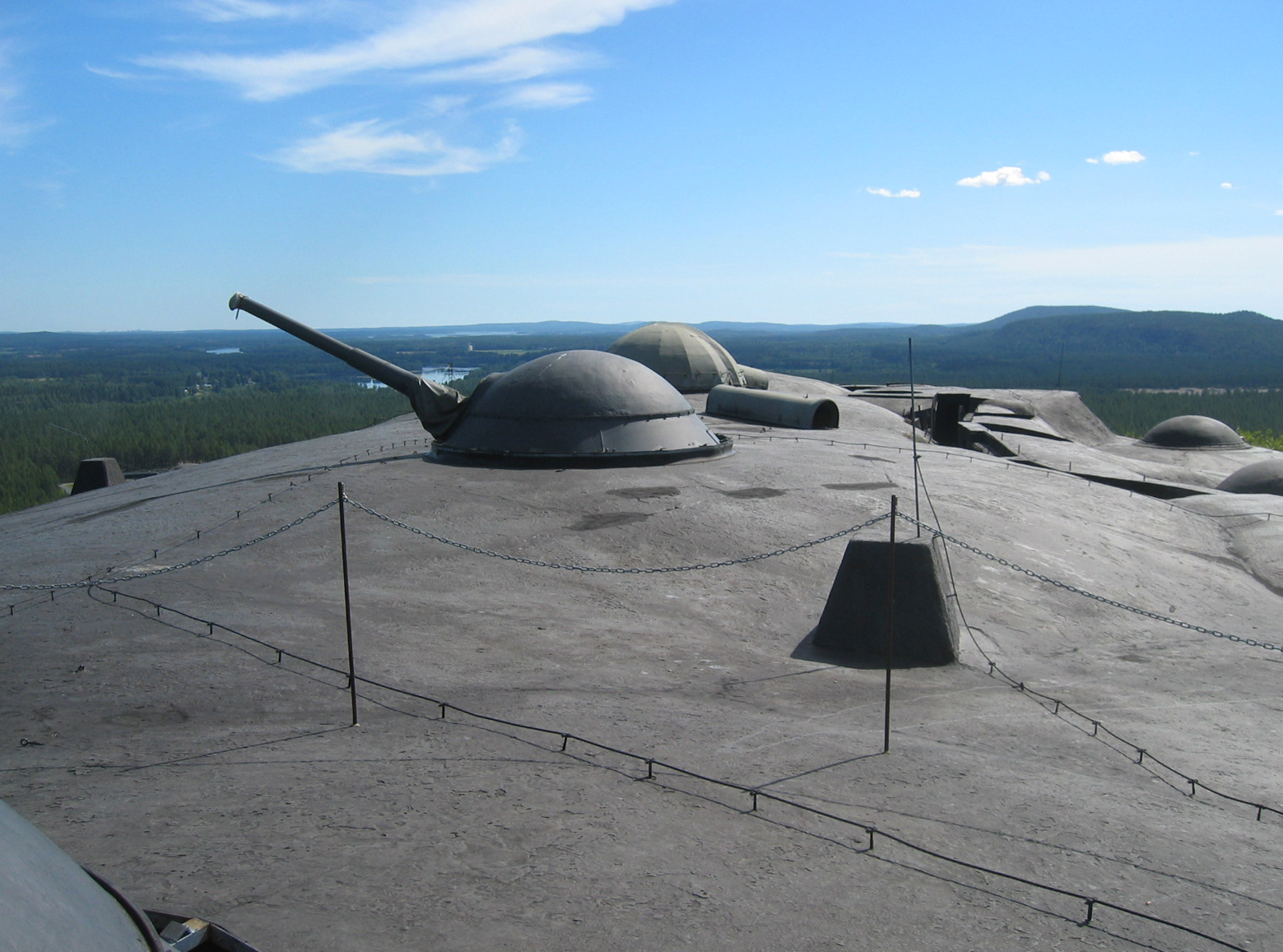
En 12 cm pjäs (ersatte 15 cm haubitsen år 1976) på toppen av Rödbergsfortet.
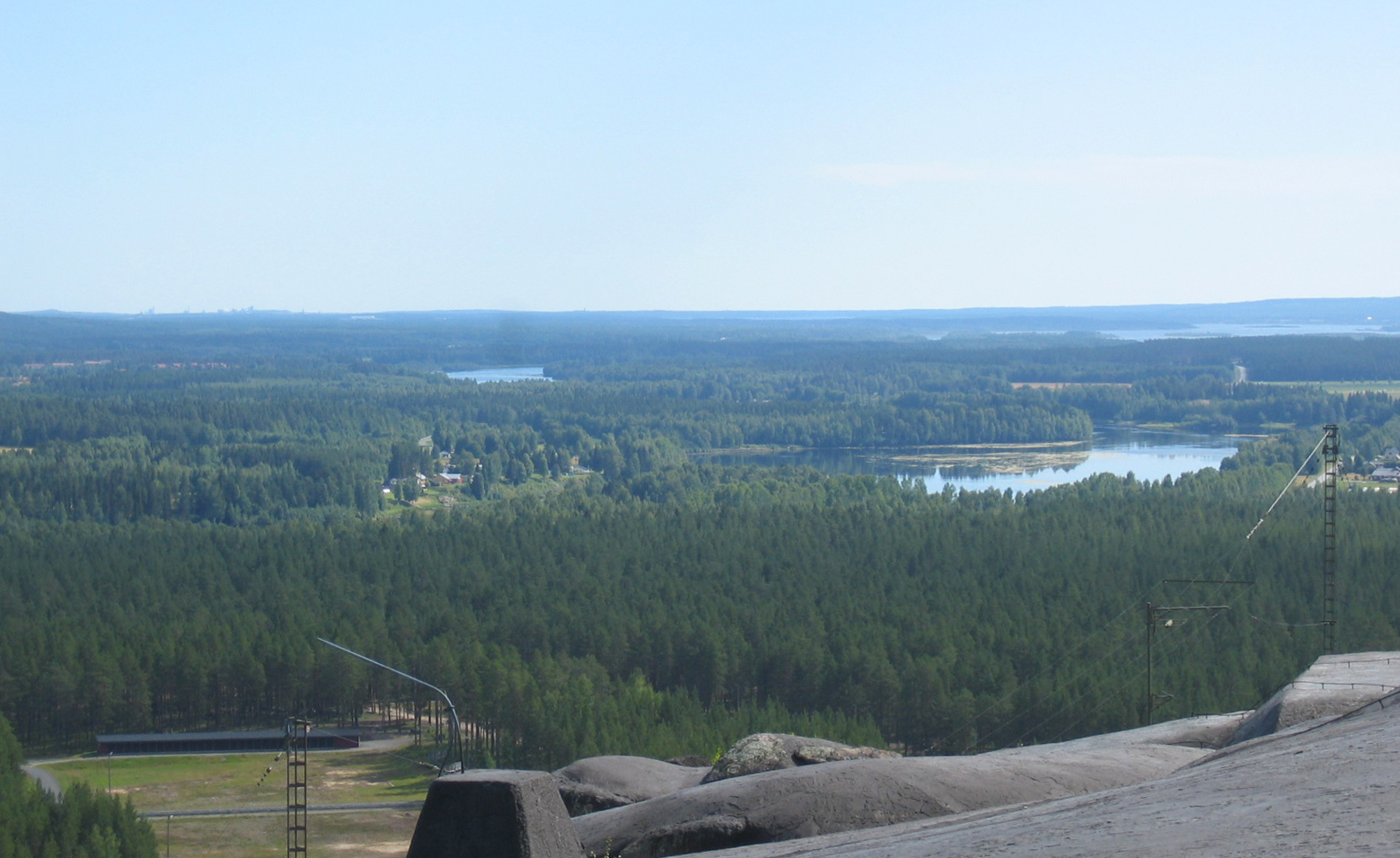
Vy åt sydost från Rödbergsfortet med siluetter av industrierna i Luleå 30 km bort.
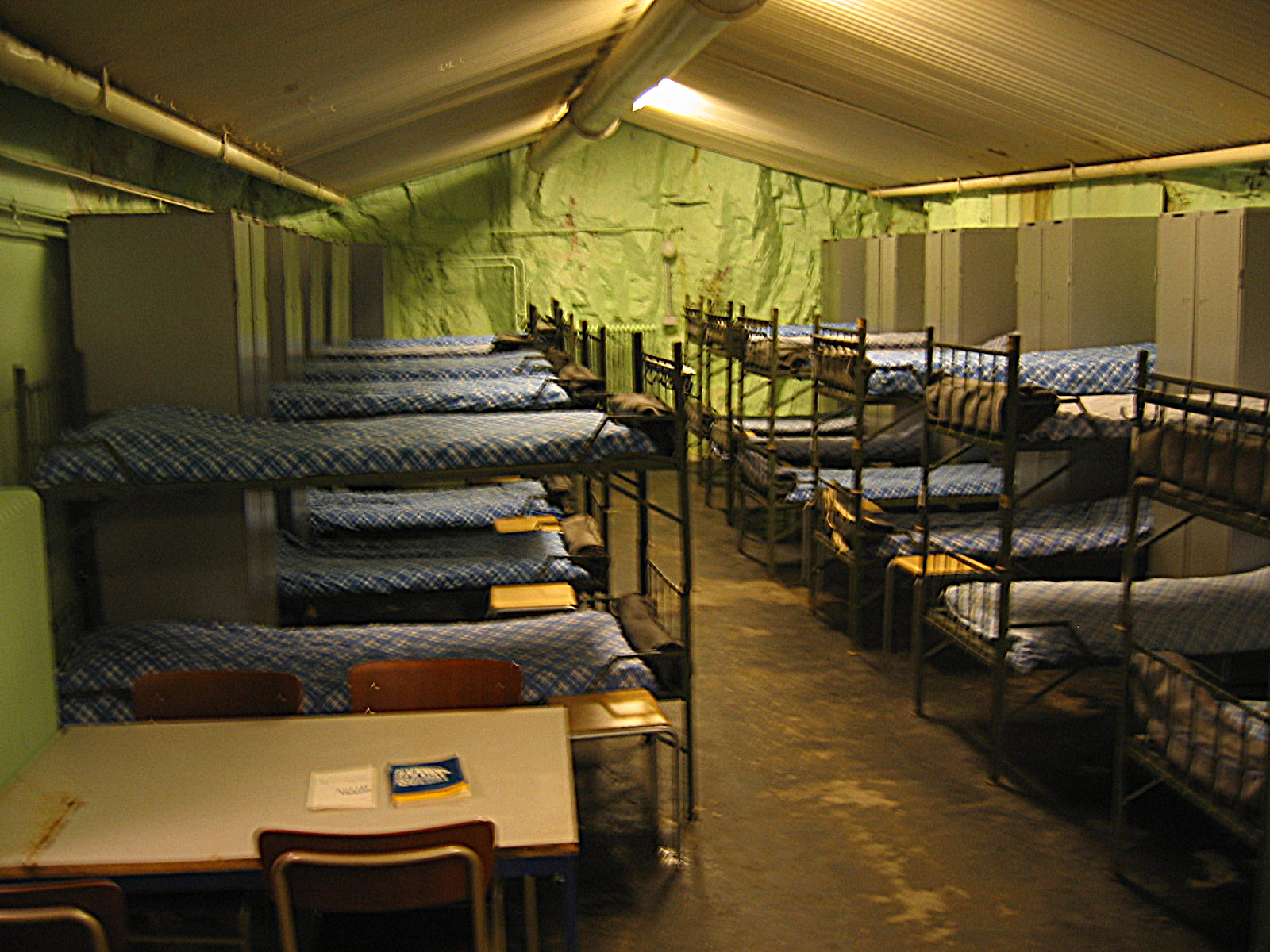
Sovsal inne i fortet, i tidiga år så var sängarna ännu mer ihopträngda.
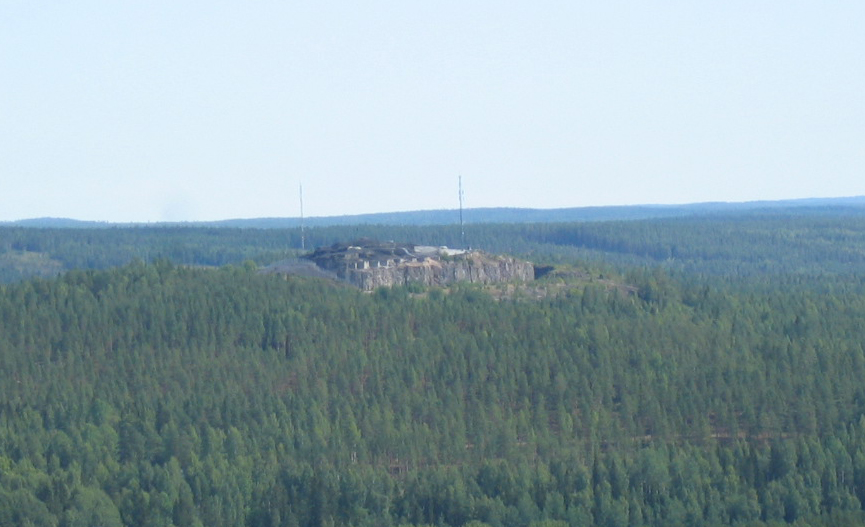
Södra Åbergsfortet på andra sidan Luleälven, som det ser ut från Rödbergsfortet.
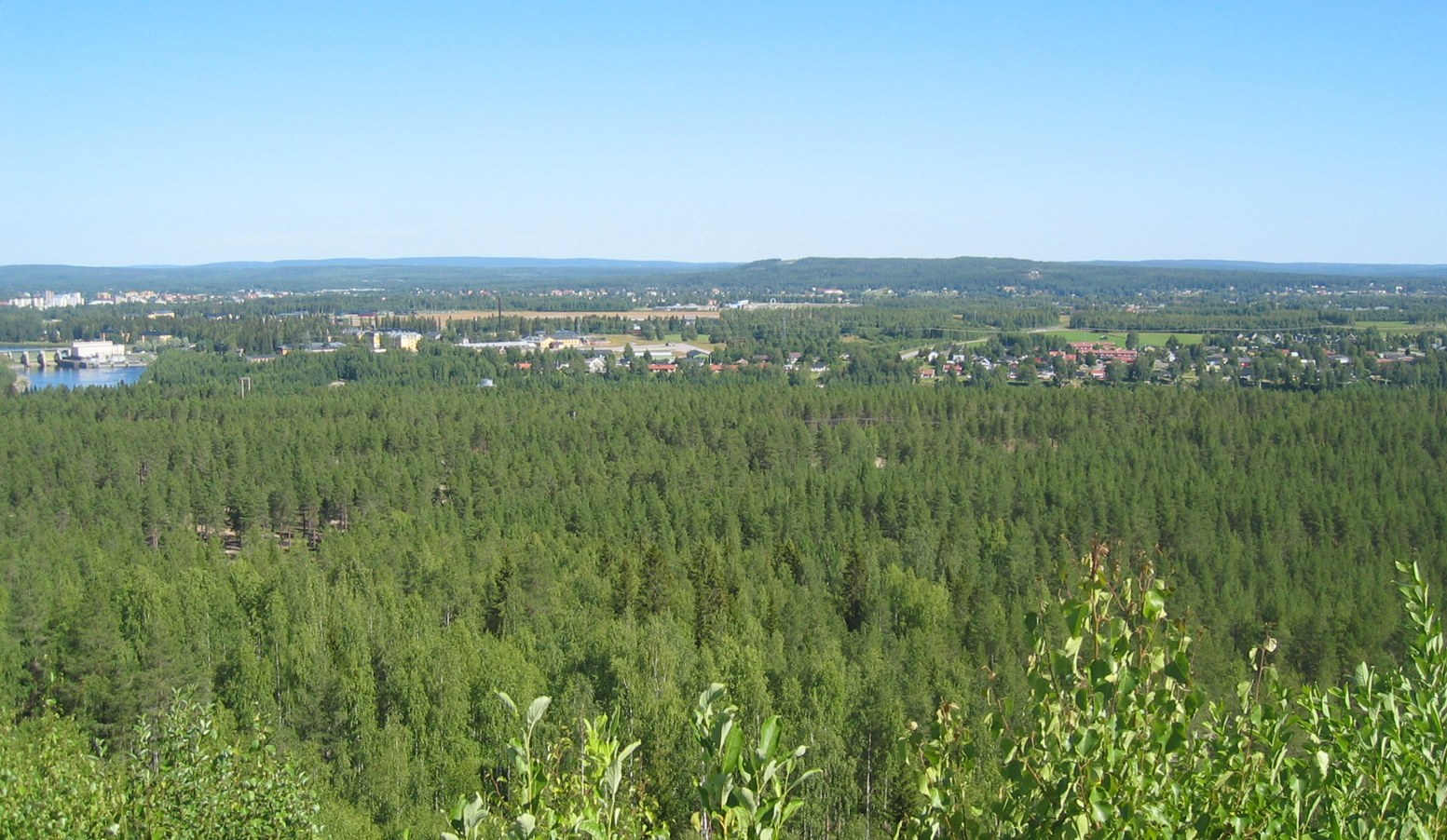
Delar av Boden och Luleälven sedda från Rödbergsfortet. Mjösjöfortet och Gammelängsfortet syns delvis på berget i fonden. Till vänster syns Bodens kraftstation.
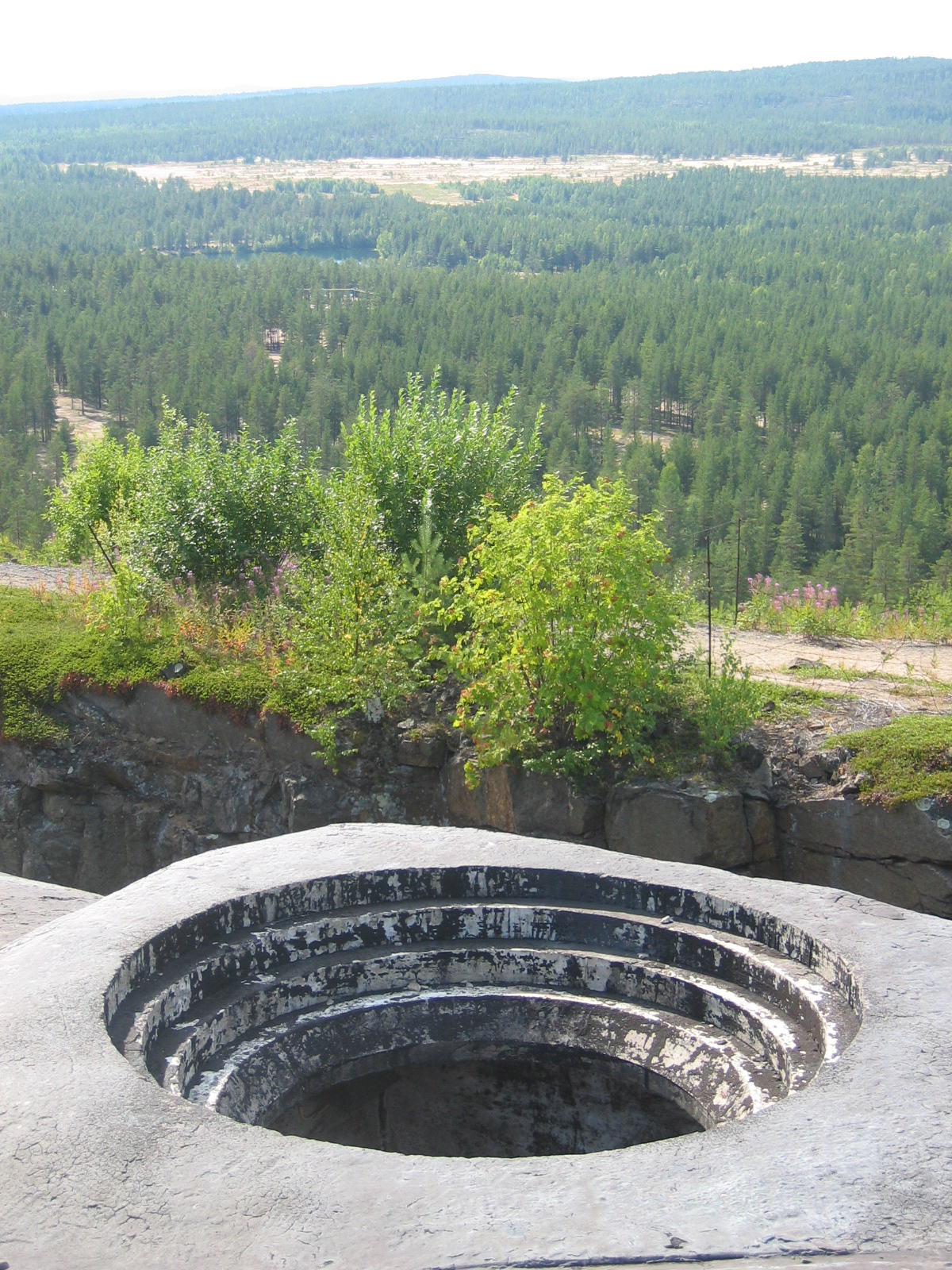
En granatkastarposition på toppen av fästningen. Granatkastare användes i närskydd mot fiendens infanteri.
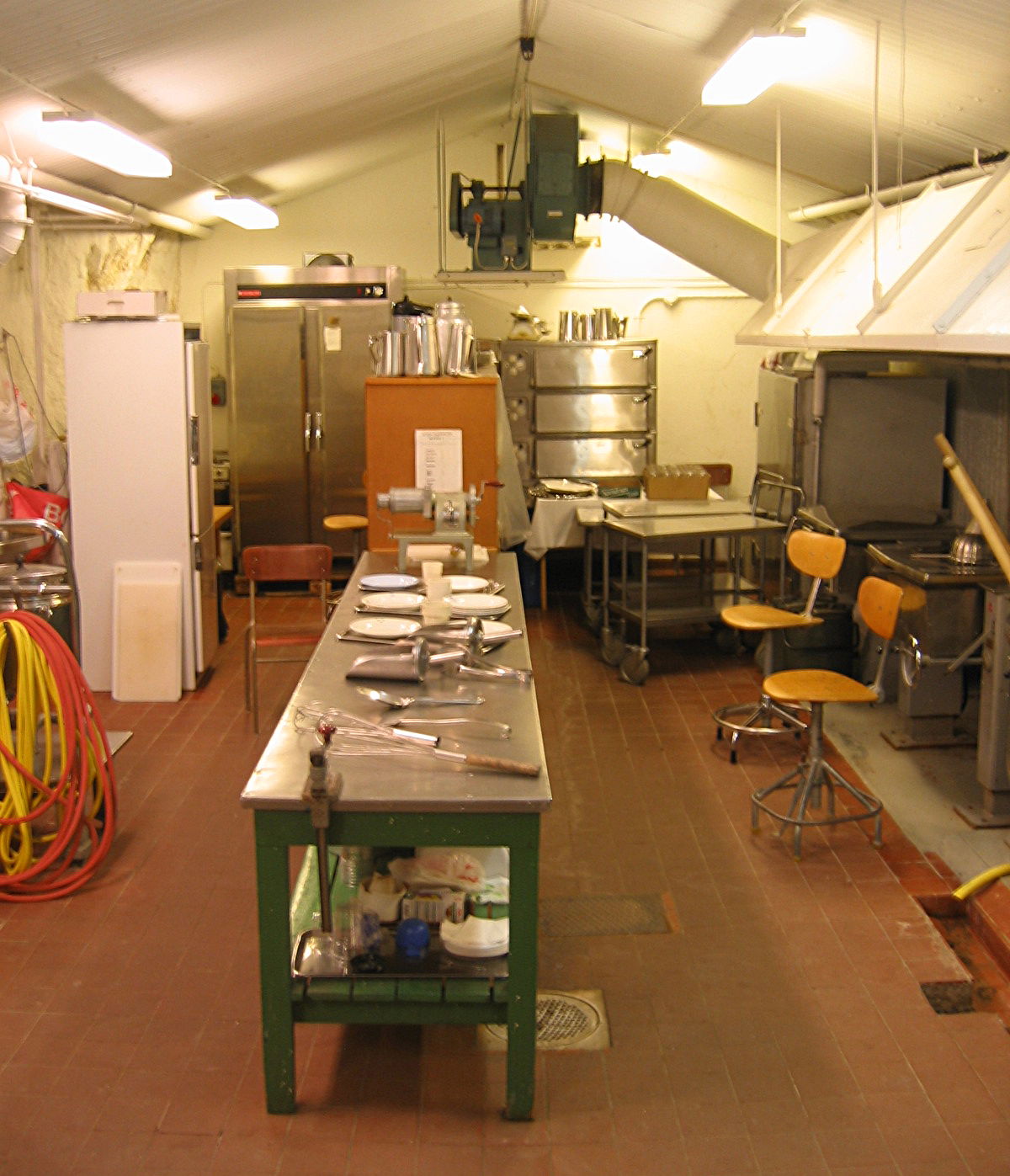
Köket i Rödbergsfortet.
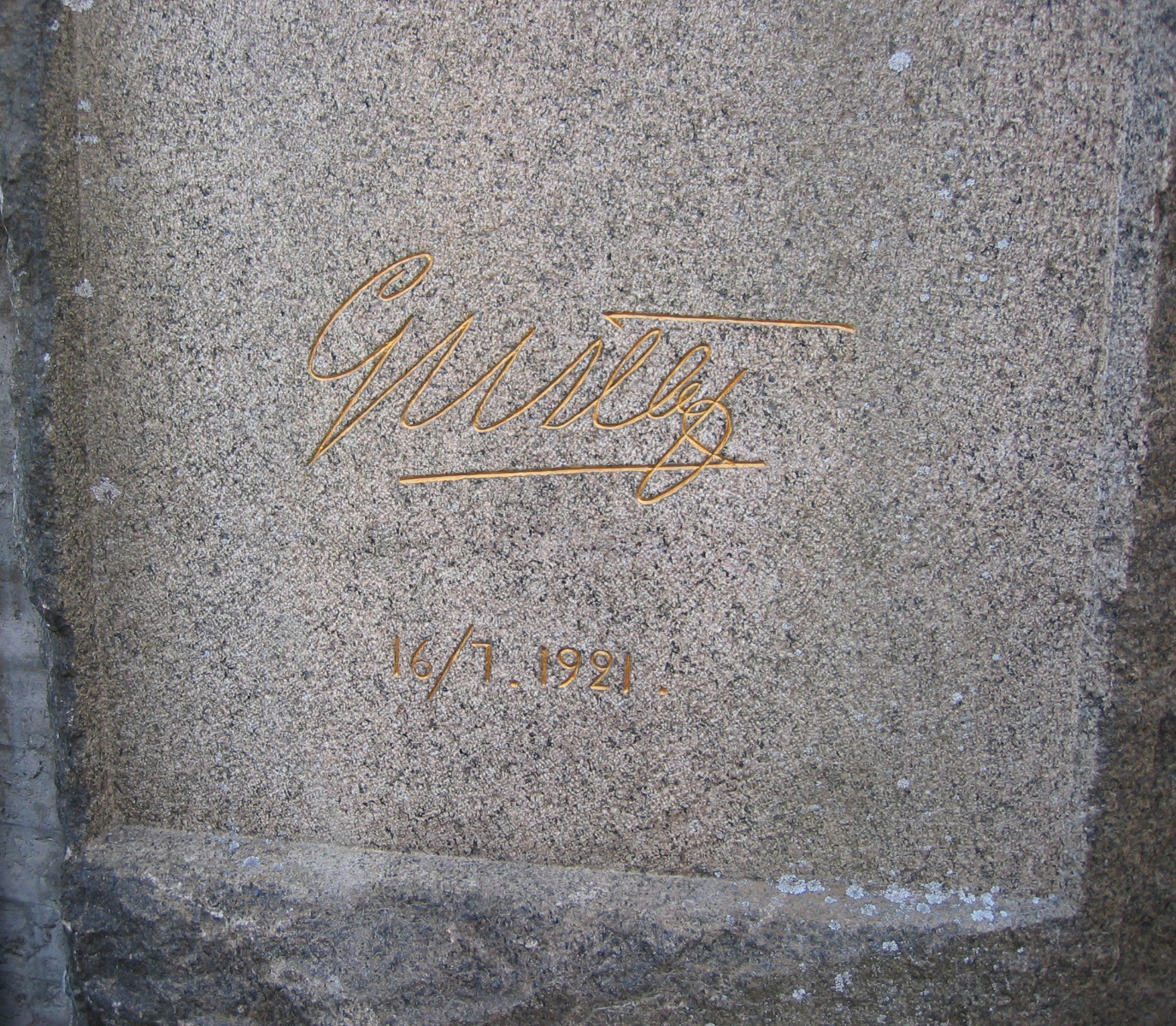
Kung Gustaf V:s autograf på en sten vid Rödbergsfortet.
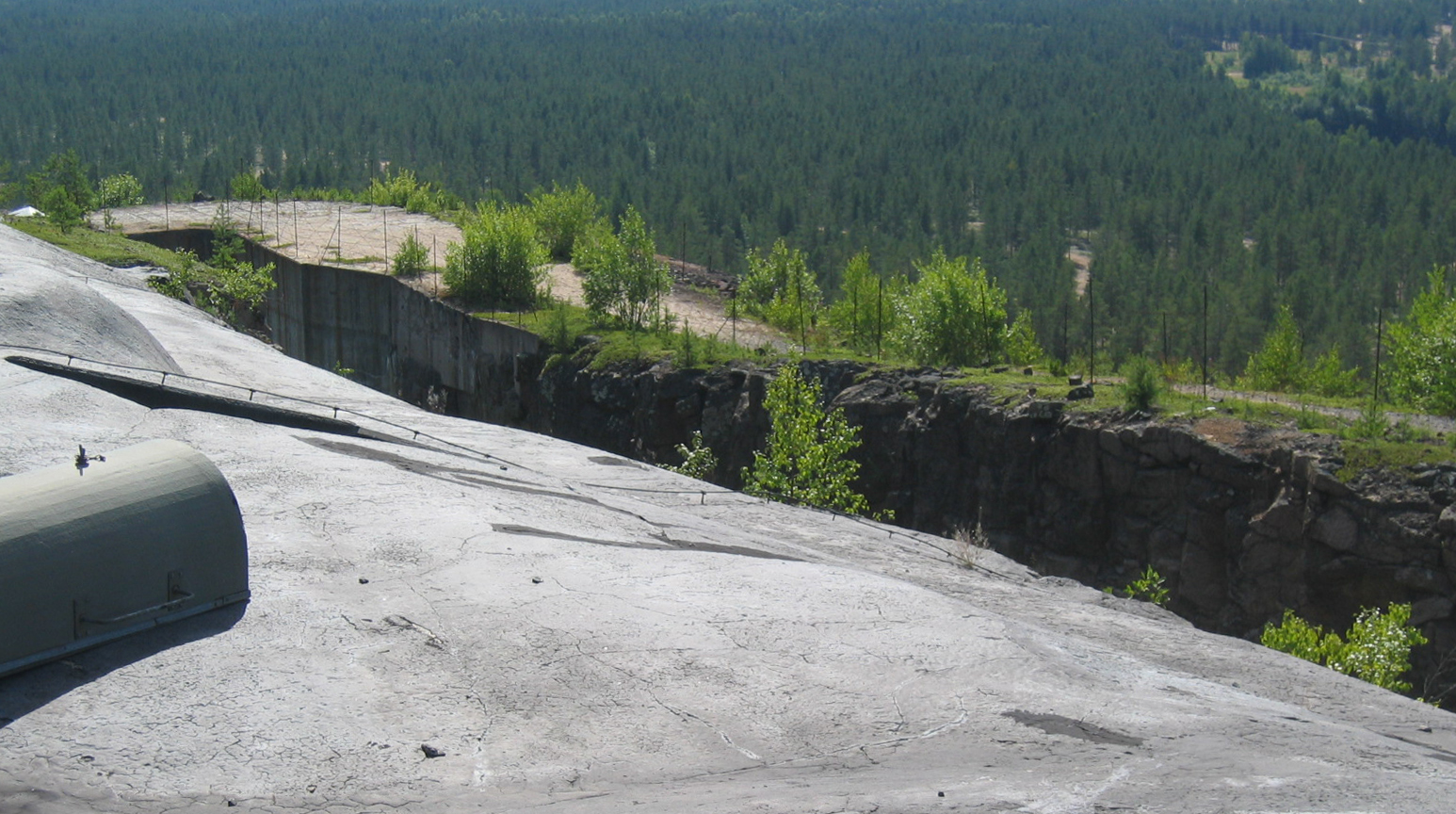
En sida av vallgraven runt fortets kärna sedd från forthjässan.
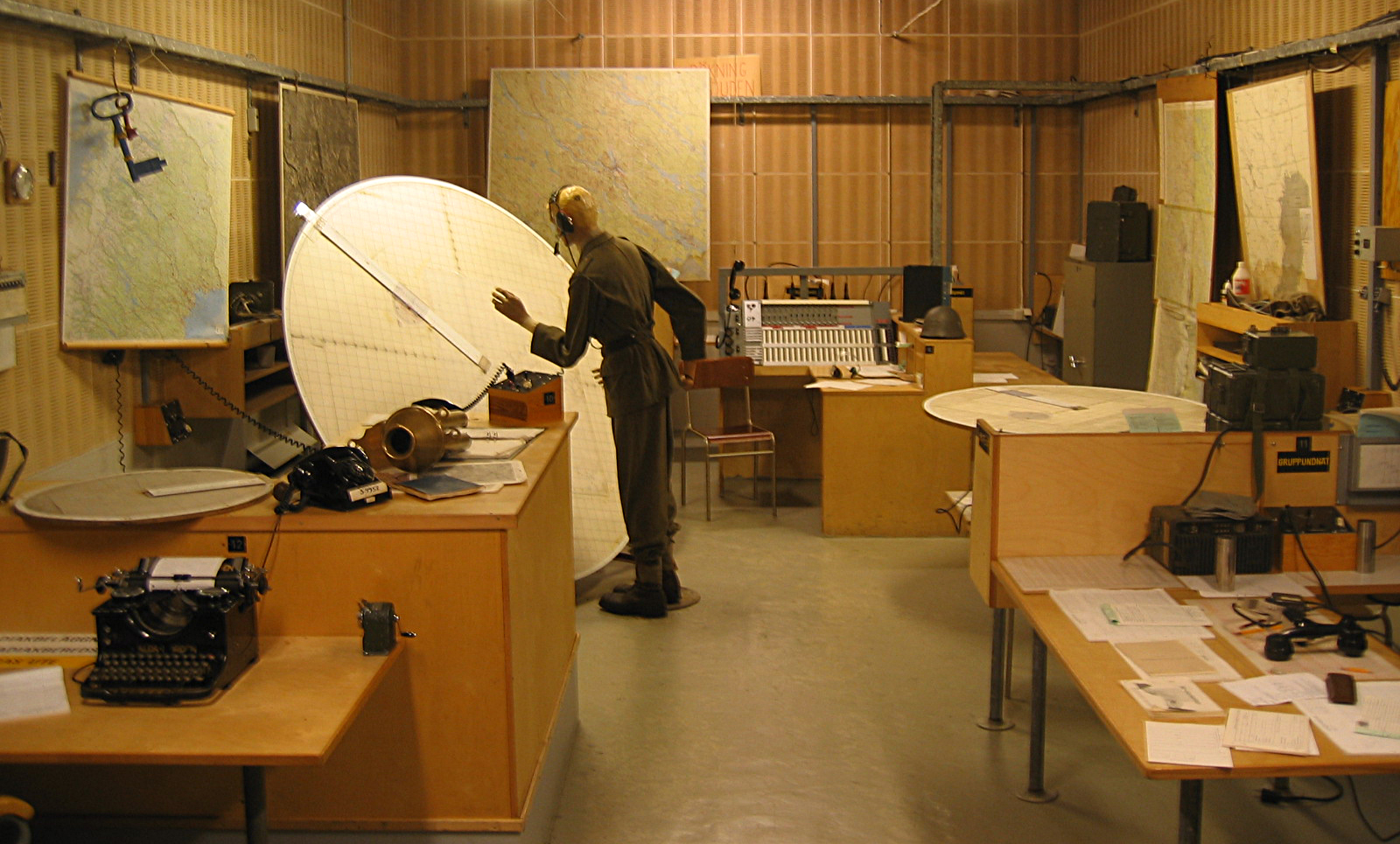
Stridsledningscentralen i Rödbergsfortet.